# Cicindelidia obsoleta
Cicindelidia obsoleta es una especie de escarabajo del género Cicindelidia, familia Carabidae. Fue descrita por Say en 1823.
Mide 15-20 mm. De color oscuro, marrón verdoso, a veces azulado. Debido a su gran tamaño no se confunde con otras especies del género. El hábitat es prados, pastizales y laderas con algo de suelo desnudo. Habita en México y los Estados Unidos.